# Herb gminy Pietrowice Wielkie
Herb gminy Pietrowice Wielkie – jeden z symboli gminy Pietrowice Wielkie, ustanowiony 10 listopada 1999.

## Wygląd i symbolika
Herb przedstawia na tarczy w polu błękitnym, złotą trzylistną koniczynkę z krótką łodyżką. Jest to nawiązanie do trzech kultur, historycznie obecnych na tych ziemiach: kultury morawskiej, polskiej i niemieckiej. Koniczynka w heraldyce jest symbolem witalności, rozwoju i szczęścia.